# Jaguar XJR-15
Der Jaguar XJR-15 wurde 1991 von einem Joint Venture zwischen Jaguar und Tom Walkinshaw Racing, genannt Jaguar Sport, nur für Rennen gebaut.
Ursprünglich waren nur 30 Stück geplant. Auf Kundenwunsch wurden dann noch weitere 20 Exemplare mit Straßenzulassung gebaut, die entsprechend teuer waren: 500.000 Pfund. Insgesamt gibt es nur 49 Exemplare des XJR-15. Der Jaguar XJR-15 basiert wie dessen Urversion auf dem Rennsport-Prototyp XJR-9.

## Technische Details
- Motor: 6-Liter V12
- Hubraum: 5993 cm³
- Bohrung × Hub: 87 mm × 84 mm
- max. Leistung: 336 kW (457 PS) bei 6250/min
- max. Drehmoment: 570 Nm bei 4500/min
- Höchstgeschwindigkeit: 300 km/h
- Gewicht: 1050 kg
- Getriebe: 5 oder 6 Gänge
- Wendekreis: 12,6 m
- Beschleunigung (0 auf 100 km/h): 3,9 s
- Fahrdauer für 1 km mit stehendem Start: 22 s
- Reifen:
  - Vorn: 245/40 ZR 17
  - Hinten: 335/35 ZR 18
- Maße:
  - Länge: 4800 mm
  - Breite: 1900 mm
  - Höhe: 1100 mm
- Chassis und Aufbau aus kohlenstoff- und aramidfaserverstärktem Kunststoff
- Sitzplätze: 2